# Le Crest (Puy-de-Dôme)
Le Crest is een gemeente in het Franse departement Puy-de-Dôme (regio Auvergne-Rhône-Alpes). De plaats maakt deel uit van het arrondissement Clermont-Ferrand. Le Crest telde op 1 januari 2022 1.300 inwoners.

## Geografie
De oppervlakte van Le Crest bedroeg op 1 januari 2022 6,84 vierkante kilometer; de bevolkingsdichtheid was toen 190,1 inwoners per km².

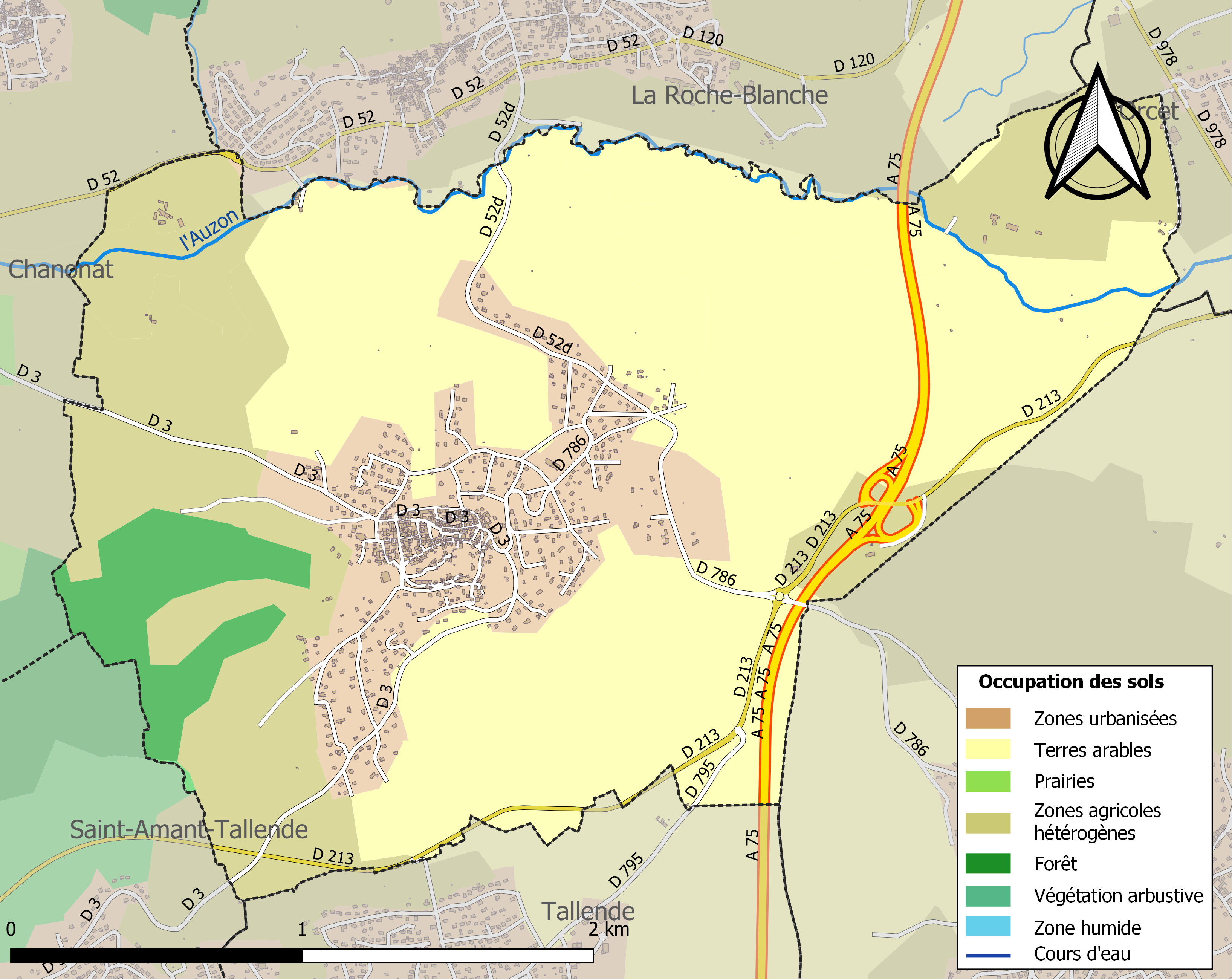
Kaart van de gemeente met belangrijkste infrastructuur, bodemgebruik en omliggende gemeenten

## Demografie
Onderstaande figuur toont het verloop van het inwonertal (bron: INSEE-tellingen).

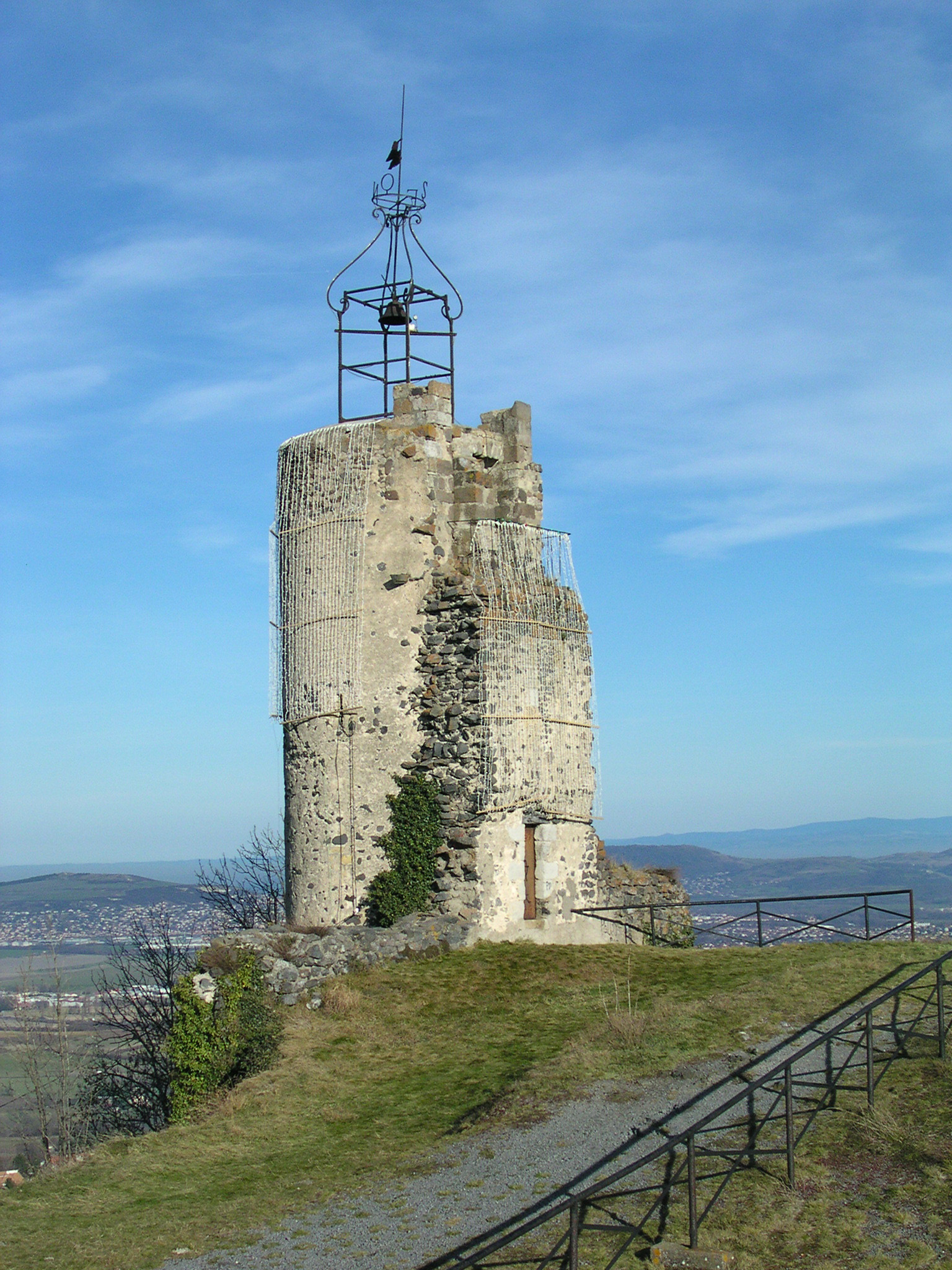